# 1854年のスポーツ
- 年度別スポーツ記事一覧

## 大相撲
- 3月24日（嘉永7年2月26日） - 力士小柳、アメリカ人水夫3人と相撲をとり、勝って評判となる

## 競馬

### イギリス
クラシック
- 2000ギニー - ザハーミット
- 1000ギニー - ヴィラーゴ
- エプソムダービー - アンドーヴァー
- エプソムオークス - ミンスミート
- セントレジャーステークス - ナイトオブセントジョージ

その他主要レース
- アスコットゴールドカップ - ウェストオーストラリアン
- グランドナショナル - ボートン

### フランス
- ジョッケクルブ賞 - セレブリティ

## ボート
- オックスフォード・ケンブリッジ大学対抗レガッタ優勝：オックスフォード大学

## その他のスポーツ
- 9月2日～7日 - 北米体育協会、フィラデルフィアで国民体育祭を開催

## 死去
- 8月20日（嘉永7年7月27日） - 不知火諾右衛門（熊本県、相撲、*1801年）